# SATURDAY 〜ROCK'N'ROLL BEST OF YUTAKA OZAKI
『SATURDAY 〜ROCK'N'ROLL BEST OF YUTAKA OZAKI』（サタデー - ロックンロール・ベスト・オブ・ユタカ・オザキ）は、日本のシンガーソングライターである尾崎豊の5作目のベスト・アルバム。
2008年4月16日にソニー・ミュージックレコーズからリリースされた。ベスト・アルバムとしては『13/71 - THE BEST SELECTION』（1999年）からおよそ4年振り、その他のアルバムを含めるとCD-BOX『71/71』（2007年）以来およそ1年振りのリリースとなった。
尾崎の17回忌にあわせて制作された死後初となるリクエスト・ベスト・アルバムであり、ロック曲集となる本作はファンからのリクエストで人気の高かった楽曲が選曲されている。本作と同日にラブソング曲集である『WEDNESDAY 〜LOVE SONG BEST OF YUTAKA OZAKI』がリリースされた。本作はオリコンアルバムチャートにおいて最高位第34位となった。

## リリース、チャート成績
本作は2008年4月16日にソニー・ミュージックレコーズからCDにてリリースされた。ボーナス・トラックとして、尾崎初の単独公演となった1984年3月15日の新宿ルイード公演における「15の夜」の音源が収録されている。
ボーナス・トラックである「15の夜」が披露された1984年3月15日が土曜日であったため、本作はタイトルに「SATURDAY」が使用されている。また、本作は『WEDNESDAY 〜LOVE SONG BEST OF YUTAKA OZAKI』と異なり、ソニー・ミュージック以外の他レーベルでリリースされたシングルおよびアルバムからは選曲されていない。
本作はオリコンアルバムチャートにおいて最高位第34位の登場週数5回となり、売り上げ枚数は0.9万枚となった。

## 収録曲
| #         | タイトル                                                                   | 作詞・作曲 | 編曲                           | 時間  |
| --------- | -------------------------------------------------------------------------- | ---------- | ------------------------------ | ----- |
| 1.        | 「街の風景」(Scenes of Town)                                               | 尾崎豊     | 西本明                         | 4:54  |
| 2.        | 「15の夜」(The Night)                                                      | 尾崎豊     | 町支寛二                       | 5:29  |
| 3.        | 「十七歳の地図」(Seventeen's Map)                                          | 尾崎豊     | 西本明                         | 4:59  |
| 4.        | 「Scrambling Rock'n'Roll」                                                 | 尾崎豊     | 西本明                         | 5:07  |
| 5.        | 「卒業」(Graduation)                                                       | 尾崎豊     | 西本明                         | 6:40  |
| 6.        | 「路上のルール」(Rules on the STREET)                                      | 尾崎豊     | 西本明                         | 4:33  |
| 7.        | 「Freeze Moon」                                                            | 尾崎豊     | Yutaka Ozaki & Heart Of Klaxon | 6:18  |
| 8.        | 「Driving All Night」                                                      | 尾崎豊     | Yutaka Ozaki & Heart Of Klaxon | 5:27  |
| 9.        | 「永遠の胸」(ETERNAL HEART)                                                | 尾崎豊     | 尾崎豊、星勝                   | 7:45  |
| 10.       | 「FIRE」                                                                   | 尾崎豊     | 尾崎豊、星勝                   | 5:15  |
| 11.       | 「誕生」(BIRTH)                                                            | 尾崎豊     | 尾崎豊、星勝                   | 9:54  |
| 12.       | 「闇の告白」(Exist In The Dark)                                            | 尾崎豊     | 尾崎豊、今泉洋                 | 4:33  |
| 13.       | 「15の夜 THE FIRST LIVE AT SHINJYUKU RUIDO ON MARCH 15TH 1984」(The Night) | 尾崎豊     | 町支寛二                       | 6:58  |
| 合計時間: | 合計時間:                                                                  | 合計時間:  | 合計時間:                      | 77:52 |

## 参加ミュージシャン
「15の夜 (LIVE VERSION)」
- Yutaka Ozaki & Heart Of Klaxon
  - 尾崎豊 – ボーカル、ギター、ブルースハープ
  - 鴇田靖 – ギター
  - 江口正祥 – ギター
  - 田口正人 – ベース
  - 井上敦夫 – キーボード
  - 吉浦芳一 – ドラムス

## チャート
| チャート         | 最高順位 | 登場週数 | 売上数  | 出典  |
| ---------------- | -------- | -------- | ------- | ----- |
| 日本（オリコン） | 34位     | 5回      | 0.9万枚 | [ 2 ] |

## リリース日一覧
| No. | リリース日    | レーベル                       | 規格         | カタログ番号 | 備考                   | 出典        |
| --- | ------------- | ------------------------------ | ------------ | ------------ | ---------------------- | ----------- |
| 1   | 2008年4月16日 | ソニー・ミュージックレコーズ   | CD           | SRCL-6762    |                        | [ 3 ] [ 1 ] |
| 2   | 2012年11月7日 | ソニー・ミュージックレーベルズ | AAC-LC       | -            | デジタル・ダウンロード | [ 4 ]       |
| 3   | 2012年11月7日 | ソニー・ミュージックレーベルズ | ロスレスFLAC | -            | デジタル・ダウンロード | [ 5 ]       |